# Phi vật chất hóa (sản phẩm)

Sự Phi vật chất hóa của một sản phẩm có thể hiểu là sử dụng hạn chế, hoặc tốt hơn là không dùng vật chất để cung ứng cùng một mức độ chức năng cho người dùng. Việc chia sẻ, cho mượn, và tổ chức các nhóm dịch vụ góp phần tạo điều kiện và cung cấp cho nhu cầu cộng đồng có thể làm giảm bớt yêu cầu về việc sở hữu đối với nhiều sản phẩm. 
Trong cuốn sách "Thời đại Bong bóng: thiết kế trong một thế giới phức tạp", John Thackara cho rằng "thời gian trung bình mà một người sử dụng một công cụ máy (cơ khí) là khoảng 10 phút trong suốt vòng tuổi thọ của nó - nhưng phải tiêu tốn gấp hàng trăm lần trọng lượng riêng của công cụ đó để người ta sản xuất ra chính nó". Một hệ thống sản phẩm-dịch vụ với các công cụ chia sẻ có thể tạo cơ hội tiếp cận một cách giản đơn mỗi khi ai đó có nhu cầu. Sự thay đổi tín nhiệm từ sản phẩm chuyển sang dịch vụ là quá trình phi vật chất hóa. Hệ thống chia sẻ âm nhạc số hóa, các câu lạc bộ xe hơi, mạng lưới cho thuê xe đạp và các dịch vụ giặt là được xem như những ví dụ của phi vật chất hóa. 
Phi vật chất hóa thường được nhắc đến như một chiến lược hoặc một chỉ số trong khuôn khổ phát triển bền vững. Phi vật chất hóa giúp giảm lượng cung cấp nguyên vật liệu trong xã hội. Mức độ phi vật chất hóa có thể được đo lường trên thang địa lý khác nhau như các quốc gia, các vùng và các thành phố, cũng như trong các ngành công nghiệp khác nhau, trong hộ gia đình và trong các sản phẩm. Phi vật chất hóa bao gồm phi vật chất hóa tuyệt đối và tương đối. Khi tổng lượng nguyên liệu đầu vào trong một xã hội giảm thì được gọi là phi vật chất hóa tuyệt đối. Khi lượng nguyên liệu đầu vào giảm trên một đơn vị GDP bình quân đầu người thì được gọi là phi vật chất hóa tương đối.

## Đường dẫn mở rộng
- Nhân tố X - Website về các khái niệm phi vật chất hóa khác nhau Lưu trữ ngày 7 tháng 11 năm 2016 tại Wayback Machine
- Kiểu mẫu phi vật chất hóa trong "Liberating Voices: A Pattern Language for Communication Revolution" của tác giả Douglas Schuler thảo luận về các vấn đề và giải pháp liên quan đến phi vật chất hóa